# SN 2005hp
SN 2005hp – supernowa typu Ia odkryta 2 października 2005 roku w galaktyce A202852-0046. W momencie odkrycia miała maksymalną jasność 22,20m.